# 수에즈 스타디움
수에즈 스타디움(아랍어: استاد السويس, 영어: Suez Stadium)은 이집트 수에즈에 위치한 경기장으로 총 수용 인원은 27,000명이다. 주로 축구에 사용되며 Asmant El-Suweis와 Petrojet SC의 홈구장 역할을 한다.  이 경기장은 2019년 이집트가 주최한 2019년 아프리카 네이션스컵 경기장 중 하나이다.